# Waris Majeed
Abdul Waris Majeed, född 19 september 1991 i Tamale, är en ghanansk fotbollsspelare (anfallare).

## Klubbkarriär

### Tidiga år
Waris Majeed växte upp i staden Tamale i norra Ghana. Hans pappa arbetade som svetsare, medan hans mamma sålde parfymer på stadens marknad. Waris fick vid 12 års ålder ett fotbollsstipendium i Right to Dream Academy i Accra.

### BK Häcken
Han upptäcktes sommaren 2009 av BK Häcken när han spelade för engelska Hartpury College i Gothia Cup. Han debuterade för klubben den 30 mars 2010, när han byttes in mot Jonas Henriksson i den 78:e minuten, i en 4–2-vinst över IF Elfsborg. Den 16 maj 2012 gjorde Waris fem mål i 6–0-segern över IFK Norrköping, vilket är flest mål i en match i Allsvenskan på 2000-talet. Majeed vann även Allsvenskans skytteliga 2012 med 23 gjorda mål.

### Spartak Moskva
Den 5 november 2012 bekräftade Häckens sportchef att Waris Majeed har blivit såld till den ryska klubben Spartak Moskva för en summa av 25 miljoner kronor.

### Strasbourg
Den 16 januari 2020 lånades Majeed ut till Strasbourg på ett låneavtal över resten av säsongen 2019/2020. Sommaren 2020 övergick låneavtalet till en permanent övergång och ett tvåårskontrakt.

### Anorthosis Famagusta
Den 18 augusti 2022 värvades Majeed av cypriotiska Anorthosis Famagusta, där han skrev på ett tvåårskontrakt.

## Landslagskarriär
Waris gjorde den 29 februari 2012 landslagsdebut för Ghana, när han byttes in i 84:e minuten i en match mot Chile som slutade 1–1.